# Campagna di Siria (1941)
La campagna di Siria, ufficialmente operazione Exporter, vide l'invasione della Siria e del Libano da parte degli Alleati, durante la seconda guerra mondiale, tra l'8 giugno e il 14 luglio 1941.
Il mandato francese della Siria e del Libano godeva di autonomia sin dal 1936, quando la ricevette dalla Francia e in cambio diede il permesso di mantenere delle forze armate nella regione. Con la caduta della Francia, il loro controllo passò al Governo di Vichy, fantoccio della Germania. Allo scoppio della guerra anglo-irachena, che seguì il colpo di Stato in Iraq del 1941, i britannici decisero di invadere la Siria e il Libano, per impedire che i tedeschi usassero le basi di Vichy per dare supporto agli iracheni o attaccare l'Egitto, già stretto nella morsa tra le truppe italiane del Nordafrica e dell'Africa Orientale.
I soldati di Vichy si difesero con vigore, tuttavia, il 10 luglio, con la 21ª Brigata australiana oramai alle porte di Beirut, i francesi chiesero l'armistizio. Dalla mezzanotte del 12 luglio, le ostilità cessarono e il 14 venne firmato ufficialmente l'Armistizio di San Giovanni d'Acri, poco fuori della città di Acri.

## Il contesto

### Gli accordi franco-tedeschi
Nel maggio 1941, l'ammiraglio François Darlan, in rappresentanza del Governo di Vichy, firmò i Protocolli di Parigi, un accordo che garantiva ai tedeschi l'accesso alle basi militari siriane. Seppur i protocolli non furono mai ratificati, il Segretario di stato per la guerra Charles Huntziger inviò all'Alto commissario per il Levante Henri Dentz l'ordine di consentire ai velivoli della Luftwaffe e della Regia Aeronautica il rifornimento in Siria. Segnati come velivoli iracheni, giunsero così gli aerei del Fliegerführer Irak che atterrarono nella regione, diretti poi in Iraq per dare supporto ai nazionalisti iracheni. I tedeschi chiesero inoltre il permesso di usare la rete ferroviaria siriana per inviare armamenti a Mosul.

### La situazione in Siria

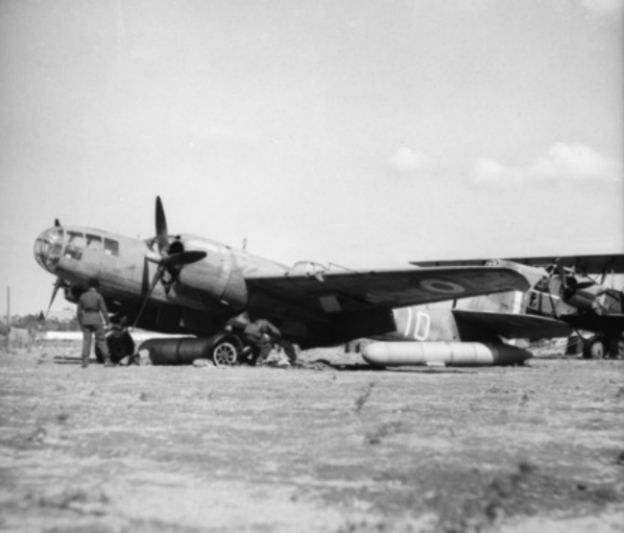
Un bombardiere Martin 167 Maryland francese catturato ad Aleppo.

L'Esercito del Levante di Dentz comprendeva truppe regolari e truppe speciali composte da soldati siriani e libanesi. Erano inoltre presenti sette battaglioni di fanteria francesi, inclusi il 6º Reggimento di fanteria della Legione straniera, il 24º Reggimento di fanteria coloniale e undici battaglioni di truppe speciali, che comprendevano 5 000 soldati motorizzati o a cavallo, due gruppi d'artiglieria e altre unità di supporto. La guarnigione di Vichy contava in totale 33 000 uomini, di cui 8 000 francesi e 25 000 tra siriani e libanesi. I francesi avevano inoltre 90 carri armati, secondo le stime britanniche, e 90 velivoli che raggiunsero un totale di 289 una volta giunti i rinforzi. La Marine Nationale fedele a Vichy disponeva in Siria di due cacciatorpediniere, il Guépard e il Valmy, più tre sottomarini.
Il 14 maggio 1941, l'equipaggio di un Bristol Blenheim britannico, durante una ricognizione sopra Palmira, avvistò uno Junkers Ju 90 in fase di decollo e più tardi quel giorno avvistò altri velivoli sia italiani che tedeschi; quella stessa sera il Comando britannico autorizzò un attacco al campo d'aviazione. Gli attacchi aerei continuarono in tutta la Siria e, entro l'8 giugno, gli inglesi affermarono di aver distrutto sei velivoli dell'Asse mentre i francesi rivendicarono un Blenheim abbattuto il 28 maggio e un altro il 2 giugno. Un bombardiere francese Martin 167 Maryland fu invece abbattuto dalla Royal Air Force sopra la Palestina il 6 giugno. Nonostante l'interesse tedesco per la Siria e il Libano fosse limitato, Adolf Hitler propose a Dentz di rinforzare le truppe francesi consentendo ai velivoli di Vichy provenienti dall'Algeria di volare sopra i territori controllati dall'Asse e di rifornirsi nella base aerea di Eleusina in Grecia. L'attività aerea tedesca nel Dodecaneso fu poi interpretata dai britannici come un aiuto diretto alle truppe di Vichy, nonostante il 13 giugno Dentz avesse rifiutato l'offerta di Hitler.

### La situazione in Palestina e Iraq
Le forze britanniche in Palestina e Giordania erano agli ordini del generale Henry Maitland Wilson e consistevano della 7ª Divisione australiana, ad esclusione della 18ª Brigata assediata a Tobruch, della Gentforce che comprendeva due brigate della 1ª Divisione della France libre, due battaglioni della Legione straniera e la 5ª Brigata di fanteria indiana; a supporto vi erano unità d'artiglieria, del genio e di altri servizi accorpate alla 5ª Brigata. A est della Siria, l'Iraqforce del generale Edward Quinan fu impiegata per attaccare dall'Iraq e consisteva della 10ª Divisione di fanteria indiana, alcune unità della 17ª Brigata di fanteria indiana e la Habforce, ossia la 4ª Brigata di cavalleria britannica e la Legione araba agli ordini di Glubb Pascià. Era inoltre disponibili per le operazioni anche il Commando n.º 11 da Cipro, oltre al gruppo paramilitare Palmach e a squadre Mistaravim dalla Palestina.
Il supporto aereo venne fornito da squadroni della Royal Air Force e della Royal Australian Air Force, mentre alle manovre di terra contribuirono i bombardamenti della Royal Navy e della Royal Australian Navy, con unità inserite nella Flotta del Mediterraneo. Inizialmente, il commodoro L. O. Brown, comandante delle unità aeree britanniche in Palestina e Transgiordania, aveva a disposizione 11 squadroni sotto organico di Bristol Blenheim, 80 squadroni equipaggiati con Hawker Hurricane, 3 squadroni di Curtiss P-40 Warhawk della RAAF e 208 squadroni con Hurricane e Gloster Gladiator. Furono coinvolti nelle operazioni anche un distaccamento di aerosiluranti Fairey Swordfish della Fleet Air Arm, con base a Cipro, e 85 Blenheim di stanza in Iraq.
Le forze britanniche di terra comprendevano la 6ª Divisione di fanteria, con l'11º Battaglione di fanteria cecoslovacco assegnato alla 23ª Brigata, e la 17ª Brigata di fanteria australiana. A metà giugno, la divisione giunse nei pressi di Damasco come rinforzo, assegnata al I Corpo australiano il giorno 19. All'inizio dell'operazione Exporter, le forze britanniche e del Commonwealth consistevano di circa 34 000 uomini, di cui 18 000 australiani, 9 000 britannici, 2 000 indiani e 5 000 soldati della Francia libera. L'aviazione complessivamente aveva 50 velivoli mentre la marina aveva a disposizione il mercantile convertito in trasporto truppe HMS Glengyle, 5 incrociatori e 8 cacciatorpediniere.

## La pianificazione
Il comandante in capo del Middle East Command generale Archibald Wavell, nonostante la volontà del suo governo, era riluttante ad intervenire in Siria, a causa della situazione precaria nel teatro libico, dell'imminente attacco tedesco all'isola di Creta e delle questioni aperte con la Francia libera. Ad ogni modo, ordinò a Wilson di pianificare l'invasione, la quale prevedette quattro direttrici: le prime due verso Damasco e Beirut dalla Palestina, mentre le altre verso Palmira e il nord della Siria rispettivamente dall'Iraq e dalla Tripoli libanese. Il 5º Gruppo di brigate indiane del generale Wilfrid Lewis Lloyd ricevette l'ordine di attraversare il confine siriano dalla Palestina e di prendere Quneitra e Dar'a, aprendo la strada alla 1ª Divisione francese che avrebbe puntato su Damasco. Quattro giorni dopo l'inizio dell'operazione, queste due unità sarebbero state accorpate divenendo la Gentforce, dal nome del suo comandante, il generale Paul Legentilhomme. La 7ª Divisione australiana del generale John Lavarack, a cui sarebbe succeduto Arthur Allen il 18 giugno, sarebbe avanzata dalla Palestina lungo la strada costiera da Haifa verso Beirut. La 21ª Brigata australiana avrebbe preso Beirut, avanzando sempre lungo la costa da Tiro, passando oltre il fiume Leonte verso Sidone. La 25ª Brigata australiana avrebbe attaccato il campo d'aviazione a Rayak, avanzando lungo la strada nell'entroterra. Le operazioni prevedevano infine che i Commando sarebbero sbarcati presso la foce del fiume Leonte per facilitarne l'attraversamento.
Una volta iniziate le operazioni da sud, era previsto che l'Iraq Command avrebbe invaso la Siria da est. Il grosso della 10ª Divisione indiana del generale William Slim si sarebbe mossa da nord-ovest lungo l'Eufrate, da Haditha (250 km da Baghdad) verso Deir el-Zor e poi su Raqqa e Aleppo. L'obiettivo era quello di impossessarsi delle linee di comunicazione che avrebbero rifornito le difese di Beirut, in particolare la linea ferroviaria che attraversava Aleppo giungendo dalla Turchia. Un gruppo formato da due battaglioni di fanteria della 20ª Brigata e due della 17ª Brigata indiane avrebbero operato in modo indipendente per catturare tutti i territori a nord-est di Al-Hasaka, ovvero la punta nord-orientale del territorio siriano. La 20ª Brigata avrebbe effettuato una finta manovra a Mossul mentre la 17ª Brigata avrebbe occupato la linea ferroviaria nel punto dove questa girava verso est, in direzione dell'Iraq. L'Habforce comprendeva la 4ª Brigata di cavalleria, il 1º Battaglione del Reggimento Essex e il reggimento meccanizzato della Legione Araba, supportati da unità d'artiglieria da campo, anticarro e antiaerea, ed era posizionata nell'Iraq occidentale, tra Rutbah e il confine con la Transgiordania. Contemporaneamente all'avanzata indiana lungo l'Eufrate, l'Habforce si sarebbe mossa verso nord-ovest per prendere Palmira e assicurarsi il controllo dell'oleodotto tra Haditha e Tripoli.

## La campagna

### L'avanzata in Libano

Direttrici di avanzata dall'Iraq.

L'operazione Exporter iniziò l'8 giugno 1941 e vide subito le prime schermaglie. Il giorno seguente vi fu la prima vera battaglia, a nord di Tiro, lungo il fiume Leonte, con gli australiani in avanzata per catturare Beirut. Il maltempo creò difficoltà allo sbarco dei Commando impedendo loro di conquistare i ponti sul fiume, che furono distrutti dai francesi. Gli australiani dovettero così realizzare dei ponti temporanei e oltrepassarono il Leonte sotto il bombardamento dei due cacciatorpediniere di Vichy, il cui tiro però risultò impreciso. Il 13 giugno, vi fu uno dei più duri scontri della campagna, quando le truppe della 25ª Brigata attaccarono Jezzin, a est di Sidone, dopo la temporanea cattura di Marjayoun.
Lo stesso giorno, ebbe inizio la battaglia di Sidone, con il tentativo da parte del 16º Battaglione della 21ª Brigata australiana di catturare la città, dopo un'avanzata di oltre dieci chilometri, di cui sei e mezzo allo scoperto sotto la calura del Sole mediorientale. La presenza di edifici d'importanza storica limitò però il bombardamento dell'artiglieria australiana, rallentando di conseguenza l'avanzata degli Alleati. Il 15 giugno, Sidone cadde definitivamente dopo un fallito contrattacco corazzato francese. Durante la battaglia, gli aerei francesi attaccarono le posizioni del 4º Reggimento d'artiglieria australiano e il quartier generale del 16º Battaglione di fanteria. Il giorno seguente, vi furono altri scontri tra i tirailleur algerini e gli australiani attorno alle alture a est della città, quando questi ultimi presero il controllo della strada tra Sidone e Jezzin.

### L'avanzata verso Damasco

Mappa dell'area della battaglia di Kissoué.

L'8 giugno, anche gli indiani della 5ª Brigata si mossero, attraversando il confine con la Siria diretti verso Damasco. In quattro giorni, Dar'a, Al-Sheikh Maskine e Izraa erano state catturate dalla Gentforce e l'unità era di fronte ad Al-Kiswah (Kissoué), alle porte di Damasco. Il 14 giugno, il comando dell'unità passò al generale Lloyd, dopo il ferimento di Legentilhomme. All'alba del giorno seguente, gli indiani attaccarono frontalmente e, senza troppa resistenza, a metà mattina il villaggio e la vicina altura erano presi. Una seconda fase della battaglia iniziò quando i soldati della Francia libera avanzarono lungo il fiume vicino, diretti sulle colline a est della strada che da sud conduceva a Damasco. La manovra venne però bloccata e anche i carri armati si fermarono di fronte ai colpi dell'artiglieria di Vichy; nel frattempo i soldati tunisini, fedeli a Vichy, minacciarono le linee di comunicazione di Lloyd, prendendo il villaggio di Izraa. Lloyd decise a questo punto che la scelta migliore era puntare direttamente su Damasco: inviò così due compagnie della Francia libera con unità d'artiglieria a sud, per proteggere Al-Sheikh Maskine e ordinò alla brigata indiana di avanzare sulla città. Nella notte tra il 15 e il 16 giugno, attraversando le colline a ovest di Al-Kiswah, gli indiani presero Artoz, lungo la strada che collega Damasco a Quneitra. Nel pomeriggio, erroneamente venne riportata la notizia che Izraa fosse stata riconquistata dagli Alleati mentre quelle che provenivano da Quneitra, veritiere, erano meno promettenti. Lì, infatti, un battaglione dei Fucilieri Reali si ritrovò ad affrontare un nemico tre volte più numeroso e che godeva del supporto di mezzi corazzati. Circondati e rimasti senza munizioni, alle ore 19:00 del 16 giugno, i rimasti 13 ufficiali e 164 uomini si arresero. Nonostante la presa di Quneitra, la pressione su Damasco costrinse i francesi di Vichy a far arretrare le truppe per difendere la città.
Alle 20:30 del 18 giugno, gli indiani avanzarono verso nord, scontrandosi con una leggera resistenza. Raggiunsero Al-Mazzeh, sobborgo di Damasco, alle ore 04:15 e dopo un'ora e a duri scontri ravvicinati, Al-Mazzeh era conquistato. Gli Alleati si trovarono poi ad affrontare un altro problema: l'equipaggiamento e i cannoni anticarro, in viaggio da sud, avevano superato la fanteria ed erano finiti in un posto di blocco di Vichy, dove la maggior parte dei veicoli furono messi fuori uso. Inoltre, l'avanzata verso Al-Kadam fu ritardata, permettendo così ai difensori di potersi concentrare su Al-Mazzeh. Il 19 giugno, il generale John Evetts e la sua 6ª Divisione di fanteria britannica giunsero per dare il cambio alle truppe di Lloyd, con Evetts che prese anche il controllo delle forze a est di Marjayoun. Le perdite indiane, lo spinsero a chiedere che la 16ª Brigata di fanteria della 7ª Divisione australiana fosse inviata in quel settore del fronte. Due battaglioni di fanteria, il 3º e il 5º, e un battaglione di mitragliatrici, il 3º, furono così affidati al comando di Evetts. Nella notte del 19 giugno, la situazione ad Al-Mazzeh si fece disperata, con le truppe ormai senza munizioni, certamente senza cibo da ventiquattro ore e con molti feriti privi di aiuti medici. Il giorno dopo, il generale Lloyd ritornò al comando della 5ª Brigata indiana e inviò ad Al-Mazzeh una forza di due compagnie del 3/1º Reggimento Punjab, due compagnie di Marine francesi e una batteria d'artiglieria. L'opposizione corazzata di Vichy però fu tenace e l'avanzata lenta. La notte successiva, i francesi liberi, con il supporto di cannoni anticarro e antiaerei britannici e di un battaglione di mitragliatrici australiano, avanzò contro le deboli difese di Vichy rimaste ad Al-Kadam che fu presa il 21 giugno. Nella notte tra il 19 e il 20 giugno, i difensori indiani ad Al-Mazzeh continuavano a tenere le posizioni nonostante la situazione critica, senza munizioni e privi di razioni di cibo da cinquanta ore. Decisero quindi di chiedere una tregua per far evacuare i feriti, tentando di guadagnare del tempo affinché la colonna francese – gli indiani potevano udire i combattimenti a distanza – potesse raggiungerli. I francesi di Vichy però fraintesero il segnale di resa, lanciandosi sulle posizioni alleate e sopraffacendo gli indiani, rimasti a difendersi con le sole baionette. La colonna in arrivo, rinforzata con il 2/3º Battaglione di fanteria australiano, ricatturò Al-Mazzeh alle ore 19:00 non trovando anima viva. La sera del 20 giugno, una compagnia francese tentò di aggirare i soldati di Vichy per occupare la strada che portava a Beirut e stabilirvi un posto di blocco, mentre gli australiani attaccarono diverse fortificazioni sulle alture a ovest. Le truppe di Vichy contrattaccarono prendendo una delle fortificazioni e 59 australiani prigionieri, prima che un altro attacco alleato, all'alba del 21 giugno, riprendesse il forte liberandoli. Al posto di blocco francese, nel frattempo, gli Alleati si erano difesi per dodici ore respingendo diversi attacchi di Vichy con autoblinde e corazzati. La mattina del 21 giugno, gli australiani consolidarono le loro posizioni sulle fortificazioni a sud di Damasco e sulla strada per Beirut; circa alle ore 11:00, la guarnigione a difesa della capitale siriana si arrese. Il 24 giugno, gli Alleati ripresero il controllo anche di Marjayoun.

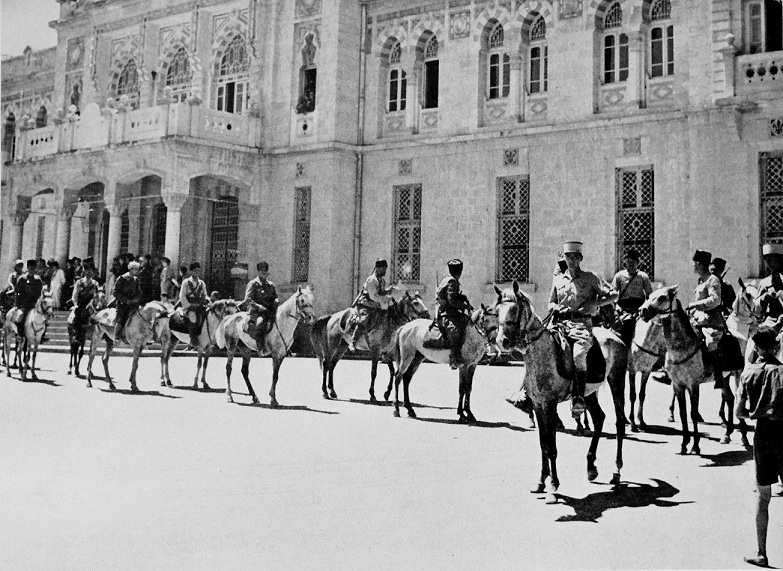
Cavalleria della Francia libera a Damasco, 26 giugno 1941.

### L'invasione dall'Iraq
Il 21 giugno, la Habforce si mosse dividendosi in tre colonne, due dovevano accerchiare Palmira mentre la terza avrebbe dovuto prendere la città. Ciascuna di esse era guidata da un distaccamento della Legione Araba. L'elemento sorpresa si perse quando le colonne alleate si scontrarono con delle casematte a difesa di un oleodotto. Una volta circondata la città, la Legione Araba fu inviata a pattugliare il deserto circostante, per proteggere i fianchi. Il 28 giugno, il forte francese di Seba' Biyar, circa 100 km a sud-ovest di Palmira, fu catturato senza combattere. Il giorno seguente occuparono Al-Sukhna, a 65 km a nord-est della città, che però non era occupata dalle truppe di Vichy. La mattina del 1º luglio, Al-Sukhna fu attaccata dalla 2ª Compagna leggera da deserto di Vichy. Gli occupanti arabi ricevettero rinforzi da uno squadrone della 4ª Brigata di cavalleria britannica e, dopo un duro scontro, i francesi si ritirarono ma furono caricati della Legione Araba che li costrinse alla resa, intrappolandoli in una vallata. Nonostante fosse stato una semplice schermaglia, quest'ultima segnò il morale dei francesi a Palmira, che si arresero la notte del 2 luglio. La Habforce fu così libera di muoversi verso ovest, lungo l'oleodotto, in direzione di Homs e di minacciare le vie di comunicazione di Vichy che portavano in Libano.
La 10ª Divisione indiana lasciò Al-Hadithah, in Iraq, il 27 giugno e catturò Al-Bukamal, poco oltre il confine siriano, senza opposizione. Il 30 giugno, l'unità era pronta ad avanzare e il 1º luglio si mosse verso Deir ez-Zor. L'avanzata fu lenta a causa dello stato della strada e degli attacchi aerei di Vichy. Tuttavia, nel primo pomeriggio, le prime unità arrivarono ad una quindicina di chilometri dal villaggio. Il 2/10º Reggimento di fucilieri Gurkha attaccò da sud-ovest alle ore 09:00 del 3 luglio. La colonna di accerchiamento, che comprendeva la 4/13ª Forza di fucilieri di frontiera e delle autoblinde del 13º Reggimento lancieri, lasciò Al-Mayadin alle ore 04:15, incrociando la strada per Palmira, 20 km a sud-ovest, e raggiungendo la strada per Aleppo alle 10:30. Come sperato dal generale Slim, la sorpresa fu completa e la forza di accerchiamento avanzò rapidamente in città, catturando i ponti intatti e destabilizzando le difese incontrate dai Gurkha. Alle 11:00, le queste furono abbandonate e gli indiani si unirono ai britannici in città. Alle 15:30, Aleppo era completamente in mano alleata, nonostante l'aviazione di Vichy continuasse ad attaccare le truppe a terra.

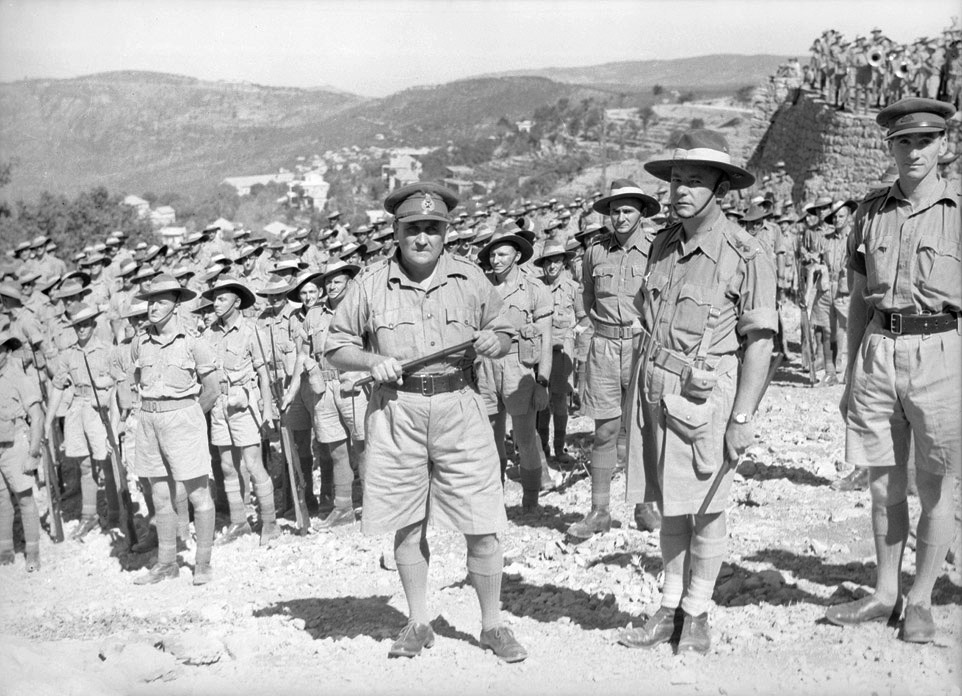
Soldati australiani ad Hammana, Libano, 2 settembre 1941.

### La spinta finale su Beirut
La notte tra il 5 e il 6 luglio 1941, la 21ª Brigata australiana attraversò il fiume Damour, in Libano, in due punti. Alle prime luci dell'alba, gli australiani attaccarono le postazioni di Vichy sulla sponda settentrionale del fiume. Il 2/16º Battaglione attaccò El Atiqa mentre il 2/27º El Boum conquistando entrambe entro il tramonto. Nel frattempo, più a sud presso Daraiya, il 2/14º Battaglione avanzò verso nord-ovest per puntare su Damour da est, mentre il 2/3º e il 2/5º Battaglione continuarono verso nord per raggiungere la strada per Beirut. L'8 luglio, gli australiani la occuparono, mentre da sud cominciarono ad avanzare lungo la costa il 2/2º Battaglione pionieri e il 6º Reggimento di cavalleria divisionale. Alle ore 02:00 del 9 luglio, i pionieri raggiunsero la periferia di Damour e due ore dopo una pattuglia di cavalleria riuscì ad attraversare il villaggio. Le forze di Vichy si ritirarono evitando l'accerchiamento, subito incalzati dagli australiani.
Ancora prima della caduta di Damour, il generale Henri Dentz aveva chiesto l'armistizio: l'avanzata su Beirut, che seguiva la caduta di Damasco a fine giugno e la rapida avanzata alleata dall'Iraq ad inizio luglio, resero insostenibili le posizioni di Vichy nella regione. Un minuto dopo la mezzanotte del 12 luglio 1941, il cessate il fuoco divenne effettivo, mettendo fine alla campagna, a cui seguì l'Armistizio di San Giovanni d'Acri del 14 luglio.

### Le operazioni aeree

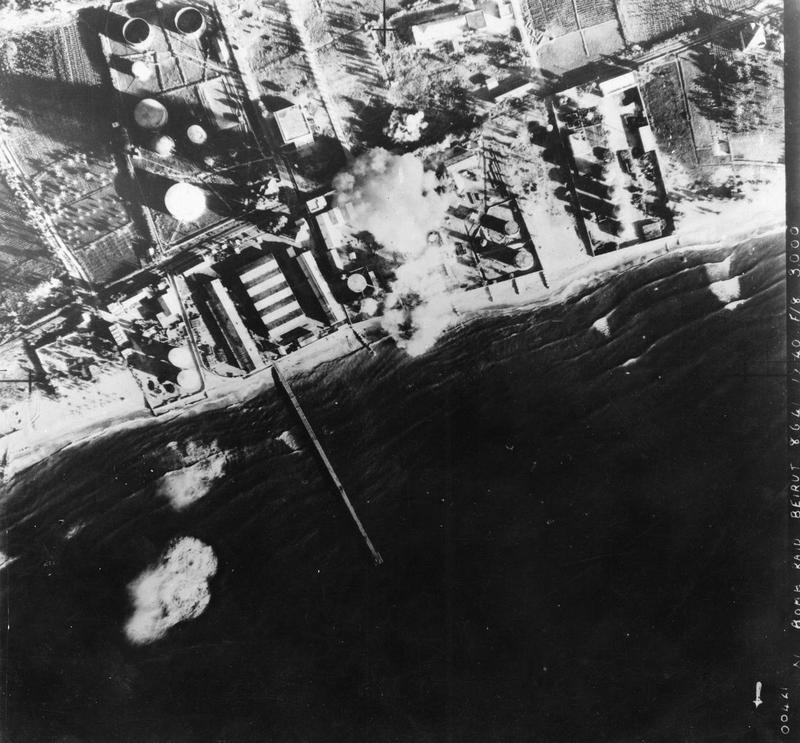
Bristol Blenheim bombardano Beirut nel 1941.

Il vantaggio iniziale delle forze aeree della Francia di Vichy non durò a lungo poiché persero la maggior parte dei velivoli mentre questi erano ancora a terra, non protetti da infrastrutture e armi contraeree adeguate, quindi bersagli facili per gli attacchi aerei. Il 26 giugno, i P-40 del 3º Squadrone RAAF attaccarono il campo d'aviazione di Homs e mitragliando al suolo distrussero cinque D.520 dello Squadrone Caccia II/3 e ne danneggiarono altri sei.
Il 10 luglio, cinque D.520 attaccarono i Bristol Blenheim del 45º Squadrone della RAF, scortati da sette P-40 australiani del 3º Squadrone. I piloti francesi affermarono di aver abbattuto tre Blenheim e almeno quattro D.520 furono distrutti dagli australiani. Il giorno dopo un pilota francese venne abbattuto da un P-40; fu l'unica vittima tra i piloti di Vichy in tutta la campagna. Al suo termine, le forze francesi avevano perso 179 velivoli sui 289 presenti nella regione e i rimasti ripiegarono su Rodi.

### Le operazioni navali
Gli scontri navali durante la campagna si limitarono ad azioni minori: il 9 giugno 1941, i cacciatorpediniere Valmy e Guépard aprirono il fuoco sugli australiani in avanzata verso il fiume Leonte; le due navi furono poi respinte dall'artiglieria da campo alleata. In seguito, i due cacciatorpediniere si scontrarono con l'omologo britannico HMS Janus, prima di ritirarsi quando sopraggiunsero l'incrociatore leggero neozelandese HMNZS Leander e altri sei cacciatorpediniere inglesi. La Luftwaffe tentò di venire in soccorso delle forze navali francesi il 15 giugno, quando gli Junkers Ju 88 del 2º Gruppo Lehrgeschwader 1 attaccarono le forze navali britanniche poco fuori delle coste siriane, colpendo i cacciatorpediniere HMS Ilex e Isis. Quella stessa sera, forze appartenenti al 4º Gruppo aereo della Marina di Vichy bombardarono alcune navi britanniche sempre al largo della Siria.
Il 16 giugno, aerosiluranti britannici affondarono il cacciatorpediniere Chevalier Paul, mentre trasportava munizioni da Tolone alla Siria. Il giorno seguente, bombardieri inglesi attaccarono un altro cacciatorpediniere francese nel porto di Beirut, anch'esso trasportante munizioni. Nella notte tra il 22 e il 23 giugno, la Guépard ebbe un breve scontro con due incrociatori e sei cacciatorpediniere britannici vicino alla Siria e con il favore della notte riuscì a ritirarsi. Il 25 giugno, i francesi subirono ulteriori perdite, quando il sottomarino britannico HMS Parthian silurò e affondò il sommergibile francese Souffleur al largo del Libano; poco dopo, aerosiluranti britannici danneggiarono gravemente la petroliera Adour, la quale trasportava l'intero rifornimento di carburante per le forze francesi nel Medio Oriente.

## Le conseguenze

### L'analisi
Wavell non voleva distrazioni, in una fase del conflitto dove le forze britanniche nel Mediterraneo erano sotto sforzo e le garanzie manifestate dalla Francia libera sulla fedeltà delle colonie sembravano ancora delle false promesse. Tuttavia, Churchill obbligò Wavell ad iniziare la campagna di Siria e, quando Vichy difese i suoi territori, le forze britanniche necessitarono di rinforzi che poterono giungere solo in modo frammentato. Molte delle loro forze e di quelle del Commonwealth erano appena delle reclute e il terreno montuoso e secco, unito al clima arido, furono un duro test in cui le unità indiane si dimostrarono le più efficienti. Il contingente australiano dovette far fronte al terreno peggiore ma condusse gli attacchi più efficaci, con un buon piano portato a compimento con determinazione. La superiorità aerea fu raggiunta con lentezza a causa della mancanza di velivoli, ma l'urgenza della situazione non permise alle forze di terra e di mare di attendere l'aviazione. I piloti di Vichy concentrarono i loro attacchi su obiettivi navali e di terra, in modo molto efficace finché non furono costretti a spostarsi più a nord. Infine, il timore britannico causato dal successo tedesco a Creta si rivelò più tardi esagerato, poiché i paracadutisti tedeschi subirono gravi perdite e vi erano ben poche possibilità che questi fossero impiegati per conquistare una testa di ponte in Siria. I tedeschi inoltre si erano disimpegnati da quell'area del Mediterraneo per utilizzare le truppe in altri fronti e per non dare un pretesto agli inglesi per un'invasione dei territori appartenenti a Vichy. L'invasione però avvenne comunque e permise agli Alleati di occupare altre basi navali e aeree a nord del canale di Suez, rendendo così più sicura la via del petrolio tra Bassora e Baghdad, fino ad Haifa in Palestina.

### Le vittime
Al termine della campagna, la Francia di Vichy riportò un numero di perdite pari a 6 352, di cui 521 morti, 1 037 dispersi, 1 790 feriti e 3 004 prigionieri degli Alleati. Dopo la guerra, Dentz affermò che i morti sarebbero stati il doppio, 1 092, confermando invece il numero di feriti e di prigionieri; secondo i britannici le vittime francesi furono 8 912. L'aviazione di Vichy perse 179 velivoli, mentre la Marina perse un sottomarino e 5 668 marinai che disertarono passando alla Francia libera. L'armistizio concesse inoltre la garanzia di rimpatrio in Francia di 37 563 tra militari e civili a bordo di otto convogli, tra cui tre navi ospedale e un cargo, avvenuto tra il 7 agosto e il 27 settembre 1941. I prigionieri fatti dai francesi di Vichy furono restituiti agli Alleati, ma diversi di loro erano stati portati fuori dalla Siria dopo la firma dell'armistizio. Di conseguenza, finché tutti i prigionieri non furono riconsegnati, i britannici tennero in detenzione Dentz e altri ventinove alti ufficiali in Palestina.
Le vittime britanniche e del Commonwealth furono 4 652: gli australiani subirono una perdita di 1 552 uomini, di cui 416 morti e 1 136 feriti; la Francia libera perse circa 1 300 uomini, a cui si aggiungono 1 100 prigionieri; le vittime britanniche e indiane furono di 1 800 feriti, 1 200 prigionieri e 3 150 soldati ammalatisi, tra cui si riscontrarono 350 casi di malaria. Infine l'aviazione alleata perse 27 velivoli.

### Gli eventi successivi

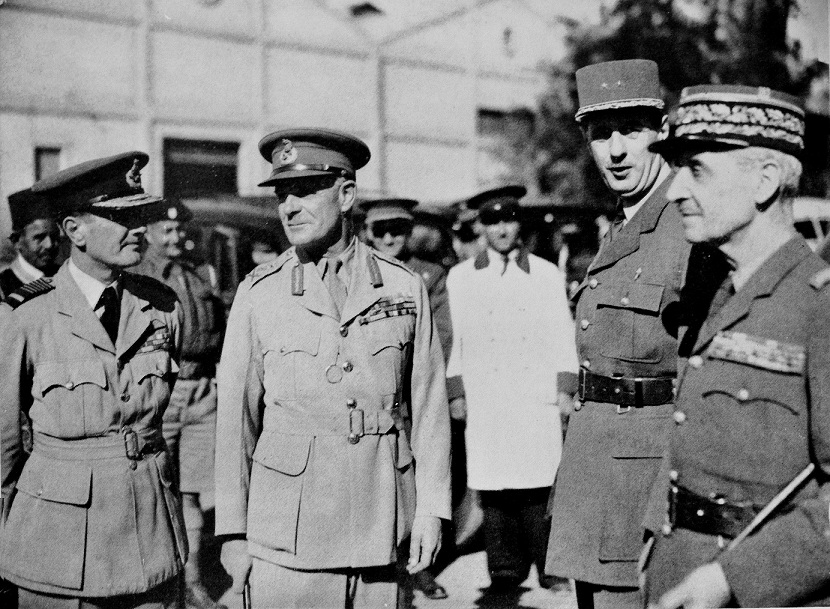
Generali alleati in Siria. Da sinistra a destra: Arthur Longmore, Archibald Wavell, Charles de Gaulle e Georges Catroux

Le operazioni contro la Francia di Vichy in Libano e Siria poterono essere condotte solamente ritirando truppe dal fronte libico, cosa che contribuì al fallimento dell'operazione Battleaxe che, a sua volte, confermò al Primo ministro britannico di dover sostituire il vertice del Middle East Command. Churchill infatti aveva già deciso di togliere il comando a Wavell ad inizio maggio, a causa della riluttanza del generale a dirottare le forze contro i nazionalisti iracheni in rivolta. Il generale fu quindi sollevato dall'incarico il 22 giugno e il 5 luglio lasciò il comando, partendo due giorni dopo per l'India. A fine luglio, De Gaulle giunse da Brazzaville in Siria per congratularsi con le truppe alleate per la vittoria ottenuta. Il generale George Catroux ricevette l'incarico di governare provvisoriamente Siria e Libano e, il 26 novembre 1941, riconobbe l'indipendenza della Siria e del Libano in nome della Francia libera. A seguito delle elezioni dell'8 novembre 1943, il Libano divenne, dal 22 novembre, uno stato indipendente e il 27 febbraio 1945 dichiarò guerra a Germania e Giappone.
Nel 1945, tuttavia, i francesi erano ancora presenti in Siria e i nazionalisti locali diedero inizio ad una serie di dimostrazioni pubbliche contro la Francia, soffocate con la forza. Dopo numerose perdite siriane, soprattutto a Damasco, Winston Churchill prese posizione contro le azioni francesi ma, quando De Gaulle respinse le proteste inglesi, Churchill ordinò alle forze britanniche di spostarsi in Siria dalla Giordania, con l'ordine di aprire il fuoco contro i francesi se fosse stato necessario. Ebbe inizio così la "Crisi del Levante", con i mezzi corazzati britannici che raggiunsero ben presto la capitale siriana, dove scortarono i francesi e li confinarono nelle loro caserme. Sotto pressione politica, De Gaulle infine ordinò il cessate il fuoco e i francesi si ritirarono dalla Siria l'anno seguente.

### Le onorificenze
Per i fatti d'arme svoltisi durante la campagna furono assegnate due Victoria Cross, la più alta onorificenza militare del Commonwealth britannico. Entrambe furono date a due australiani: il tenente Roden Cutler e il soldato Jim Gordon.

### In inglese
- (EN) Claud Auchinleck, Despatch on Operations in the Middle East From 5th July, 1941 to 31st October 1941, Londra, War Office, 1946. Pubblicato nel London Gazette n.º 37695 del 20 agosto 1946, pag. 4215-4230.
- (EN) Mike Chappell, British Battle Insignia: 1939–1940, in Men-At-Arms, Vol. II, Oxford, Osprey, 1987, ISBN 978-0-85045-739-1.
- (FR) Henri de Wailly, Syrie 1941, La guerre occultée, Perrin, 2006.
- (EN) Chris Coulthard-Clark, Where Australians Fought: The Encyclopaedia of Australia's Battles, 1ª ed., St Leonards, Nuovo Galles del Sud, Allen & Unwin, 1998, ISBN 1-86448-611-2.
- (EN) Gavin Long, Capitoli dal 16 al 26, in Greece, Crete and Syria, Australia in the War of 1939–1945, Series 1, Army, Vol. II, 1ª ed. online, Canberra, Australian War Memorial, 1953, OCLC 3134080.
- (EN) John Herington, Air War Against Germany and Italy, 1939-1943, Australian War Memorial, 1954.
- (EN) Mark Johnston, The Silent 7th: An Illustrated History of the 7th Australian Division 1940–46, Crows Nest, Nuovo Galles del Sud, Allen & Unwin, 2005, ISBN 978-1-74114-191-7.
- (EN) H. F. Joslen, Orders of Battle: Second World War, 1939–1945, Uckfield, Naval and Military Press, 2003  [1960], ISBN 978-1-84342-474-1.
- (EN) John Keegan, Oxford Companion to World War II, New York, Oxford University Press, 2005, ISBN 978-0-19-280670-3.
- (EN) Compton Mackenzie, Eastern Epic: September 1939 – March 1943, Defence, Vol. I, Londra, Chatto & Windus, 1951, OCLC 1412578.
- (EN) Chris Martin, World War II The Book of Lists, Stroud, The History Press, 2011, ISBN 978-0-7524-6163-2.
- (EN) Andrew Mollo, The Armed Forces of World War II, Londra, Crown, 1981, ISBN 978-0-517-54478-5.
- (EN) Janusz Piekałkiewicz, Sea War: 1939–1945, Londra/New York, Blandford Press, 1987, ISBN 978-0-7137-1665-8.
- (EN) I. S. O. Playfair, F. C. Flynn, C. J. C. Molony e S. E. Toomer, The Mediterranean and Middle East: The Germans Come to the Help of their Ally (1941), in History of the Second World War, United Kingdom Military Series, Vol. II, Naval & Military Press, 2004  [1956], ISBN 978-1-84574-066-5.
- (EN) H. E. Raugh, Wavell in the Middle East, 1939–1941: A Study in Generalship, Londra, Brassey's, 1993, ISBN 978-0-08-040983-2.
- (EN) Denis Richards, Royal Air Force 1939–1945: The Fight At Odds, Vol. I, Londra, HMSO, 1974  [1953], ISBN 978-0-11-771592-9. URL consultato il 3 febbraio 2017.
- (EN) Christopher F. Shores e Christian-Jacques Ehrengardt, Syrian Campaign, 1941: Forestalling the Germans: Air Battles Over S. Lebanon, in Air Pictorial, vol. 32, n. 7, luglio 1970,  pp. 242-247, OCLC 29897622.
- (EN) C. Smith, England's Last War Against France: Fighting Vichy 1940–1942, ed. Phoenix, London, Weidenfeld & Nicolson, 2010  [2009], ISBN 978-0-7538-2705-5.

### In francese
- (FR) Maurice Albord, L'Armée Française et les Etats du Levant, CNRS Editions, 2000, ISBN 2-271-05713-2.
- (FR) Michel-Christian Davet, La double affaire de Syrie, Parigi, Fayard, 1967.
- (FR) Rudolf Rahn, Un diplomate dans la tourmente, France-Empire, 1980.
- (FR) André Laffargue, Le Général DENTZ, Les Iles d'Or, 1954.
- (FR) Yves Gras, La 1e DFL, Presses de la Cité, 1983, ISBN 2-258-01282-1.
- (FR) François Garbit, Dernières lettres d'Afrique et du Levant, Editions Sépia, 1999, ISBN 2-84280-031-1.
- (FR) Pierre Quillet e 70 anziani, Le chemin le plus long, Mémoires d'Hommes, 2005  [1997], ISBN 2-84367-015-2.
- (FR) Christopher F. Shores e Christian-Jacques Ehrengardt, L'aviation de Vichy au combat 2 La campagne de Syrie, 8 juin – 14 juillet 1941, Vol. 2, Parigi, Lavauzelle, 1987, ISBN 978-2-7025-0171-9.
- (FR) Un homme blindé à Bir-Hakeim, Parigi, Éditions L'Harmattan. Resoconto di un sottufficiale senegalese.